# Ефименко, Василий Васильевич
Василий Васильевич Ефименко (род. 5 ноября 1963, Мелитополь, Запорожская область, УССР, СССР) — городской голова города Мелитополь в 2002—2006 годах.

## Биография
В 1981 году Василий Ефименко окончил среднюю школу № 5 города Мелитополя. В 1982 году окончил Мелитопольское техническое училище № 4 и стал работать слесарем на Мелитопольском заводе имени 30-летия ВЛКСМ. С 1983 по 1985 год проходил срочную службу армии. После службы учился в Симферопольском сельскохозяйственном институте, и в 1988 году получил диплом по специальности «плодоовощеводство и виноградарство». С 1989 по 1993 год работал младшим научным сотрудником в Мелитопольском институте орошаемого садоводства.
В 1996 году Ефименко был экспедитором ООО «Дюна». С 1996 по 2002 год он был директором ООО «Хайфа». Возглавляемое им предприятие оказывало меценатскую поддержку мелитопольскому детско-юношескому спорту и осуществляло адресную социальную помощь малоимущим категориям населения.
В 1998—2002 годах Василий Ефименко был депутатом Мелитопольского городского совета. В июле 2002 года он был избран городским головой Мелитополя. На этих выборах Василия Ефименко поддерживал народный депутат Олег Олексенко, который умер вскоре после выборов.
Годы работы Василия Ефименко на должности городского головы (2002—2006) ознаменовались для города окончательным выходом из кризиса 1990-х годов: прекратились отключения воды, отопительный сезон стал начинаться вовремя, восстанавливалось уличное освещение, началась газификация Песчаного, обновился автопарк станции скорой помощи, пассажироперевозки стали организованными, открылись новые супермаркеты. В то же время, Василия Ефименко обвиняли в коррупции, в нарушении своих предвыборных обещаний, и несколько раз различные политические партии безуспешно пытались инициировать референдум о его досрочной отставке. На выборах городского головы Мелитополя 26 марта 2006 года Ефименко стал пятым, набрав только 3,36 % голосов.
После 2006 года Василий Ефименко продолжил заниматься предпринимательской и благотворительной деятельностью. В частности, в 2013 году он организовал сбор средств на роспись храма Святой Великомученицы Екатерины в Мелитополе.
В 2014 году Василий Ефименко принял участие в Досрочных выборах в Верховную раду как самовыдвиженец в мелитопольском мажоритарном округе.
С 18 августа 2015 года Василий Васильевич официально служит в роте охраны при Мелитопольско-Веселовском объединённом военкомате.

## Семья
Жена — Ирина Михайловна (1966 г. р.), предприниматель.
Сын — Василий (1999 г. р.)
Дочь — Евгения (2001 г. р.).

## Награды
- Орден князя Владимира (2003)[11] награда РПЦ.
- Юбилейная медаль «25 лет независимости Украины»[12]